# Luciano Gusso
Luciano Gusso Pinto (São José dos Pinhais, 20 de dezembro de 1969), é um treinador e ex-futebolista brasileiro que atuava como zagueiro. Atualmente comanda o São Joseense.

## Carreira
Na carreira de futebolista, iniciou em 1987 no extinto Esporte Clube Pinheiros e neste mesmo ano foi campeão da Copa Tribuna (torneio preparatório para o campeonato paranaense). No ano seguinte, 1988, foi vice-campeão paranaense e convocado pela Seleção Paranaense de Futebol para participar do "Torneio do Japão", sagrando-se campeão deste torneio, o que viabilizou a sua transferência para o São Paulo, onde foi campeão paulista em 1989.
Em 1990, retornou ao futebol paranaense, jogando no Paraná Clube e transferindo-se para o Coritiba, jogando as temporadas de 1991 e 1992. Em 1993 foi contratado pelo Uberlândia e em 1996, aposentou-se como esportista.
No mesmo ano em que pendurou as chuteiras, assumiu a categoria de base do Malutrom (hoje J. Malucelli) como técnico. Trabalhando nos juniores e no time profissional, ficou no clube até 2008, sendo campeão da Série C em 2000. Entre 2008 e 2015, foi técnico do S.C. Corinthians Paranaense, Paraná Clube, entre outros clubes.

## Títulos
São Paulo
- Campeonato Paulista: 1989